# عيدغاه

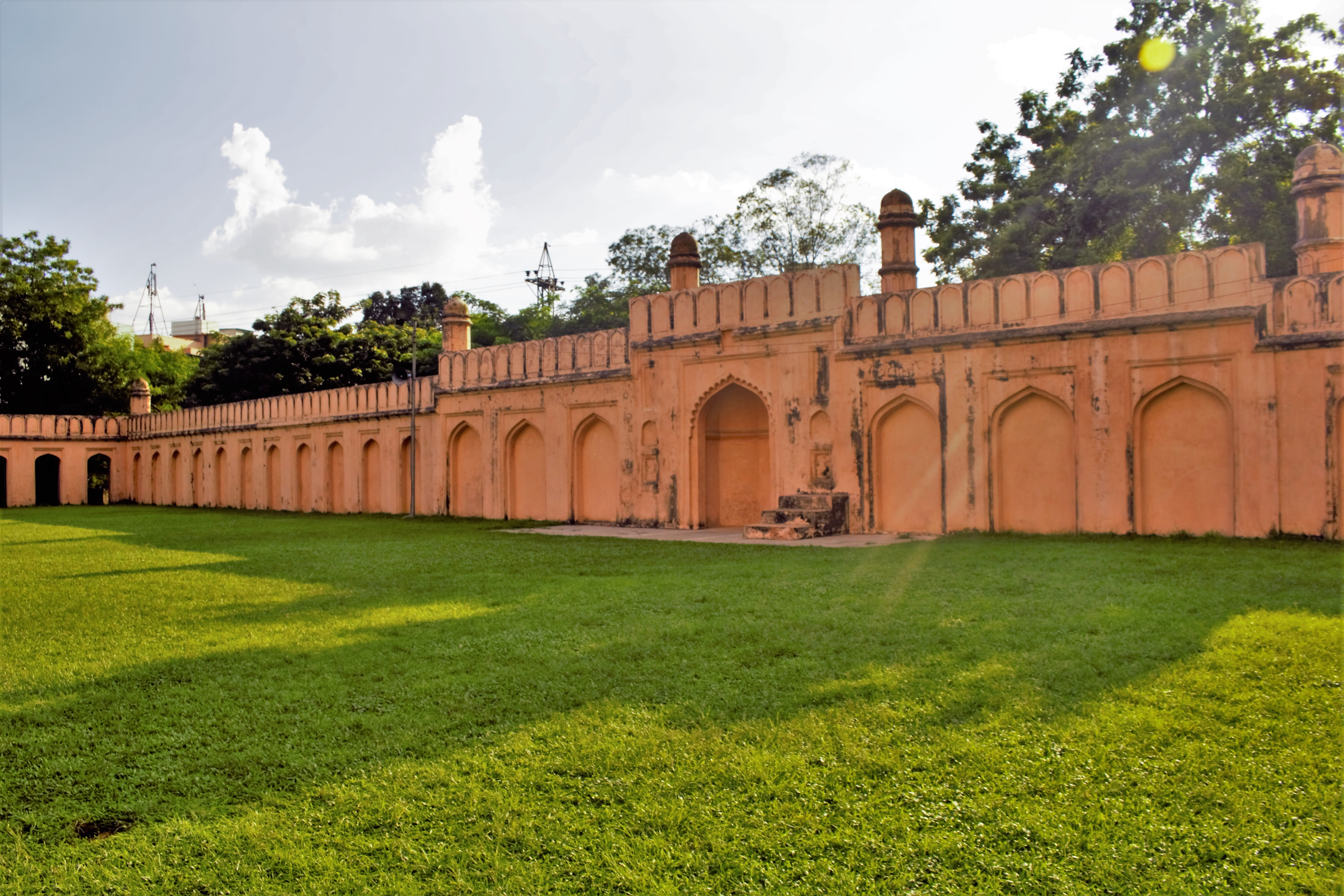
داموند شاهي عيد غاه في دكا، في بنغلاديش

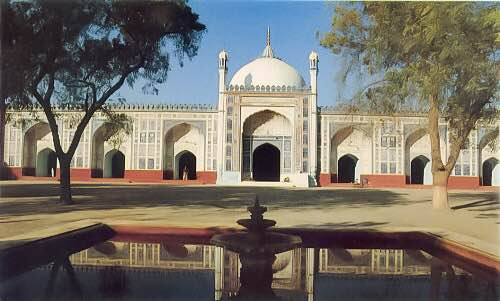
مسجد شاهي عيد غاه، في ملتان، في باكستان

عيدغاه هو مصطلح يستخدم في الثقافة الإسلامية في جنوب آسيا للمكان المفتوح الموجود عادة خارج المدينة (أو في الضواحي) والمخصص لصلاة العيد التي تقام في صباح عيد الفطر وعيد الأضحى. وهو عادة مكان عام لا يستخدم للصلاة في أوقات أخرى من العام. في يوم العيد، أول ما يفعله المسلمون في الصباح هو التجمع عادة في أرض مفتوحة كبيرة وتقديم صلوات خاصة، وفقًا لمعظم طوائف السنة، على الرغم من أن طوائف الشيعة وبعض طوائف السنة تصلي صلاة العيد داخل المساجد. على الرغم من أن استخدام مصطلح عيدغاه من أصل هندي، إلا أنه قد يُستخدم للمصلى، أو المساحة المفتوحة خارج المسجد، أو غيرها من الأراضي المفتوحة حيث تُؤدى صلاة العيد، وذلك بسبب عدم وجود مصطلح إسلامي محدد لموقع إقامة صلاة العيد. ذُكر العيدغاه في القصيدة البنغالية الشهيرة التي كتبها قاضي نظر الإسلام: و من رمذانير وي روذار شيشي.

## الوصفات في الشريعة
كانت أول "عيدغاه" يقع على مشارف المدينة المنورة على بعد حوالي 1000 خطوة من المسجد النبوي الشريف. هناك عدة أقوال للعلماء في الصلاة في العيدين، وبيان جوازها في الشريعة الإسلامية:
- وإعمالًا للسنة فإن أداء صلاة العيد في أطراف البلد أفضل وأفضل من أدائها في البلد (أي في المسجد) .
- صلاة العيد في المسجد كاملة، وأما أدائها في العيد فهو سنة. إن ترك صلاة العيد في العيد من غير عذر شرعي مخالف للسنة.
- وتجب صلاة العيد في جماعة عظيمة في أطراف البلدة. وبهذا تتجلى الأخوة في الإسلام (أي بين المسلمين). في المدن الكبيرة من الصعب إقامة العيدية على أطراف المدينة، لذلك يجب اختيار أرض مستوية مفتوحة كبيرة لإقامة العيدية. أو إذا دعت الحاجة يمكن أداء الصلاة في المسجد، وهو ما يكون صحيحًا. ولكن ينبغي للناس أن يحاولوا الصلاة في العيد قدر الإمكان، فإن جماعة كبيرة خير من أعياد صغيرة كثيرة.
- إقامة صلاة العيد في العيدين سنة مؤكدة. من لم يصل صلاة العيد في العيد بدون عذر شرعي فهو مستحق للتأنيب والمحاسبة، وهذا النوع من الناس آثم. إذا كانت العيدية بعيدة ولا تناسب كبار السن والمرضي فقد أجاز الفقهاء لهم أداء صلاة العيد في المسجد.

## قائمة بالعيدغاه

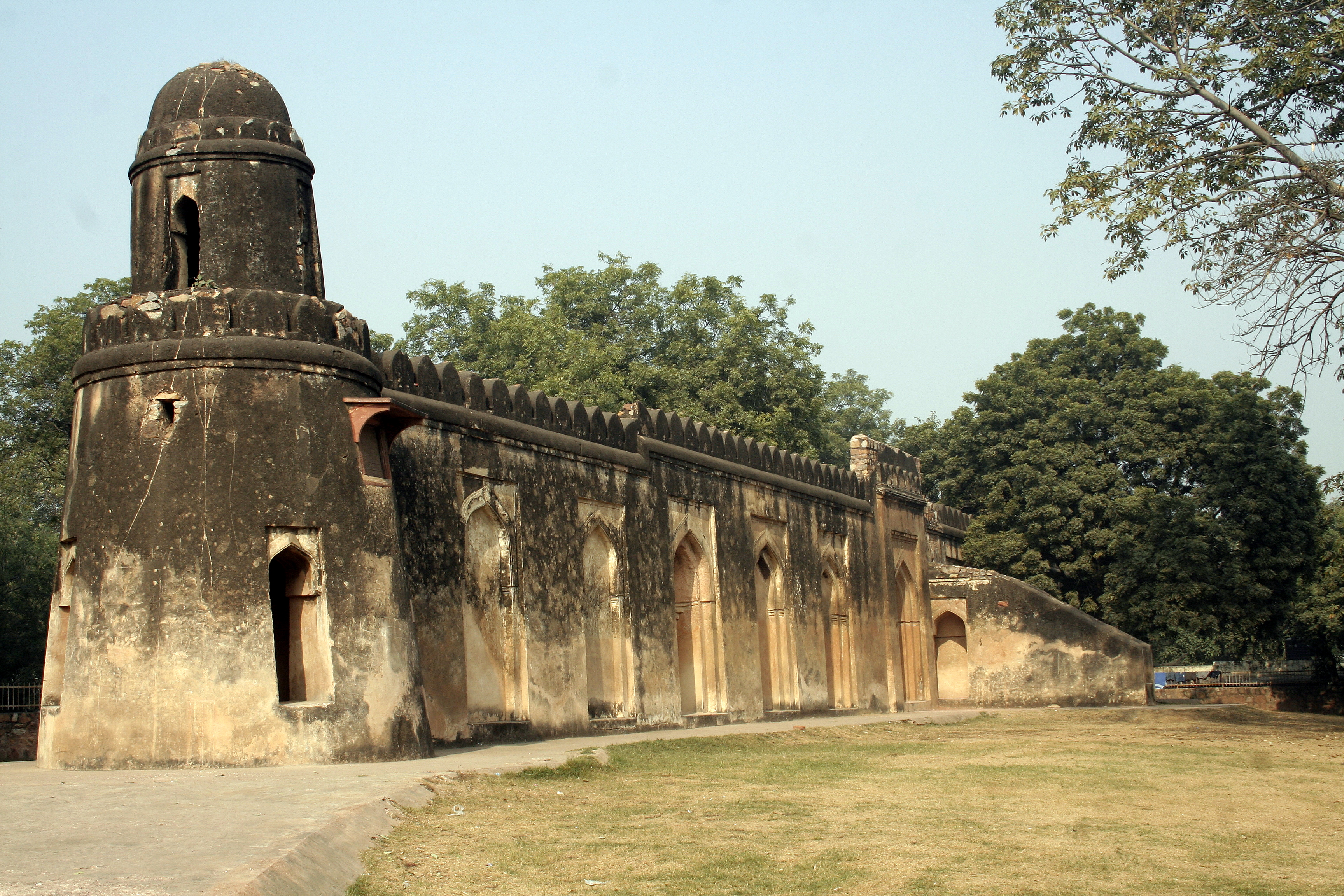
عيدعاه يعود تاريخه إلى القرن الرابع عشر، بُنيت خلال حكم سلالة تغلق في دلهي

تشمل أشهر عيدغاه في جميع أنحاء العالم ما يلي:
- بوراني عيدغاه[الإنجليزية]
- مسجد عيد جاه
- مسجد عيد كاه الإيغوري، في كاشغر، شينجيانغ، الصين
- دموندي شاهي عيد غاه[الإنجليزية]
- مصلى سيلهيت شاهي
- خيري عيدغاه
- عيدغاه شلوهي[الإنجليزية]
- عيدغاه شهيد غور[الإنجليزية]

### شاهي عيدغاه
عندما اعتلى السلطان المغولي أورنجزيب علمجير العرش في عام 1658، قرر بناء مصلى عيدغاه كبير، على مشارف شهجان آباد التي كانت تعرف آنذاك بالمدينة المسورة. بُني العيدجاه على مساحة 31,484 ياردة مربعة (26,325 م2) من الأرض، محاطة بآلاف الأمتار المربعة من الأراضي المفتوحة ليصبح مُجمعًا شاملًا. يحتيو مُجمع العيدغاه على 283,257 قدم2 (26,315.4 م2) والتي يمكن استخدامها في أي وقت من قبل 50000 صلاة. البوابة الرئيسة في الجانب الأمامي لها أيضًا بوابتان صغيرتان بجانبها لدخول وخروج المصلين. يُتبع نفس النمط على الجانبين الشمالي والجنوبي من العيدغاه.

### مراد آباد عيدغاه
يقع عيدغاه مراد آباد بالقرب من محطة سكك مراد آباد . تعتبر ساحة الصلاة كبيرة جدًا، حيث تتسع لجلوس 20 ألفًا من الحضور. وهو مكان ديني تاريخي للمسلمين، وبالتالي فإن المسلمين المحليين في مراد آباد يؤدون صلاة العيد كل عام في هذا العيد.

### ميدان غور شهيد عيدغاه

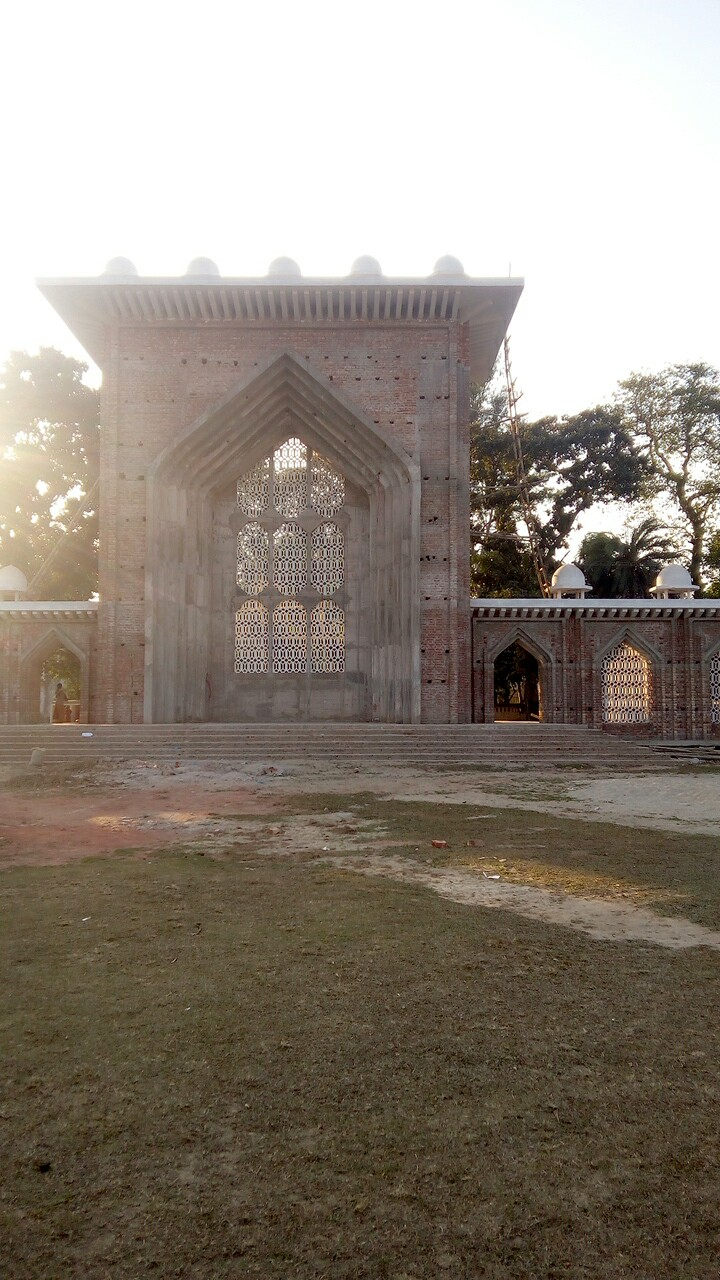
جور شهيد إيدجاه في دينجابور، بنغلاديش.

يقع ميدان غور شهيد عيدغاه في دينجابور. وُصف شلوكيا بأنه أكبر عيدغاه في بنغلاديش. لكن في عيد الأضحى لعام 2017 استضاف هذا العيد أكبر جماعة في بنغلاديش. زاد عدد المصلين هذا العام بعد بناء مئذنة بعرض 516 قدمًا و52 قبة. يبلغ ارتفاع القبة الرئيسة لجامع عيدغاه منار (المحراب) حوالي 47 قدم (14 م) ارتفاعًا و 516 قدم (157 م) عرض.بُنيَت على 32 قوسًا. ووُصلت المصابيح الكهربائية إلى كل قبة من قبب عيدغاه منار. يمكن رؤية جمال عيدغاه منار من مسافات عديدة. بُنيَت أكبر منارة عيدغاه بالكامل من السيراميك. الطريق مُعد للمصلين على جانبي الميدان. سيكون هناك ترتيبات مجاورة. تبدو منارة عيدغاه مليئة بالجمال عندما ننظر إليها من مسافة بعيدة. وفقًا لإدارة المنطقة، تبلغ مساحة العيدجة حوالي 22 أكر (8.9 ها). ومن ناحية أخرى، من المعروف أن حقل شلوكيا مساحته 7 أفدنة من الأرض. في عام 2019، أقيم اجتماع عيد الفطر الخامس في ميدان غور شهيد عيدغاه في الساعة 8:45 صباحًا بمشاركة 600000 من المصلين. وبالإضافة إلى أعضاء وكالات إنفاذ القانون الأخرى، وقد انتشر أكثر من 500 شرطي في العيدغاه وحولها لضمان الأمن. أقيم أكبر تجمع لعيد الأضحى السادس في ميدان غور شهيد عيدغاه، ديناجبور في الساعة 8:30 صباحًا بمشاركة حوالي 400 ألف من المصلين.

## عيدغاه شريف
عيدجاه شريف هو مزار صوفية سنية يقع في راولبندي ، باكستان. تأسس هذا الضريح منذ أكثر من قرن من الزمان. ويستقبل الزوار من جميع أنحاء العالم ويستضيف بشكل متكرر احتفالات تعرف باسم (ميلاد باكس Milaad Paaks) وهي عبارة عن سلسلة من الخطب من العلماء يلقون المواد الدينية التي تُقدم بشكل منفرد بدون موسيقى صوفية ومن أشخاص يطلق عليهم "القراء"، وهو مشابه للمجالس الشيعية. في أكبر هذه التجمعات (مثل Urs Paak)، يتجمع أكثر من مليون زائر في الساحة الرئيسة والشوارع المحيطة. ويبلغ عدد زوار الضريح الدائمين حوالي أربعة ملايين شخص من جميع أنحاء البلاد وحوالي 500 ألف شخص آخرين من المملكة المتحدة. يقوم أمين عيدغاه شريف، الشيخ حافظ محمد نقيب الرحمن، المعروف بين أتباعه باسم "بير صعب"، بتطوير مهمة وتعليمات عيدغاه شريف بمساعدة ابنه صاحب زاده محمد حسن حسيب الرحمن، المعروف بين المريدين باسم "صعب جي". ويقال إن أسلاف بير صعب، وهم الحراس السابقون للضريح، كانوا جميعًا من أساتذة الصوفية الذين ينحدرون مباشرة من سلالة السلطان المغولي بابور. في عام 1960، منحت العائلة الحكومة نسبة كبيرة من الأراضي المستخدمة في بناء العاصمة الباكستانية إسلام آباد، والتي ليست بعيدة عن راولبندي.